# 阿部義平
阿部 義平（あべ ぎへい、1942年9月 - 2011年9月17日）は、日本の考古学者。国立歴史民俗博物館名誉教授。
秋田県鹿角市生まれ。花輪高校を経て、1965年、東北大学文学部考古学科卒業。昭和40年（1965年）、奈良国立文化財研究所入所。昭和56年（1981年）、国立歴史民俗博物館助教授。平成2年（1990年）、同教授。その後、考古研究部長。平成20年（2008年）、定年退職、同館名誉教授。

## 著書
- 『官衙』ニュー・サイエンス社考古学ライブラリー、1989
- 『シリーズ日本史のなかの考古学  蝦夷と倭人』青木書店、1999
- 『日本古代都城制と城柵の研究』吉川弘文館・2015